# Huperzia sydowiora
Huperzia sydowiora là một loài thực vật có mạch trong Họ Thạch tùng. Loài này được (Herter) Rolleri & Deferrari mô tả khoa học đầu tiên năm 1988.